# 峨眉红腺蕨
峨眉红腺蕨（学名：Diacalpe omeiensis）为球盖蕨科红腺蕨属下的一个种。

## 扩展阅读
- 維基物種上的相關：峨眉红腺蕨